# Dorfkirche Berkholz

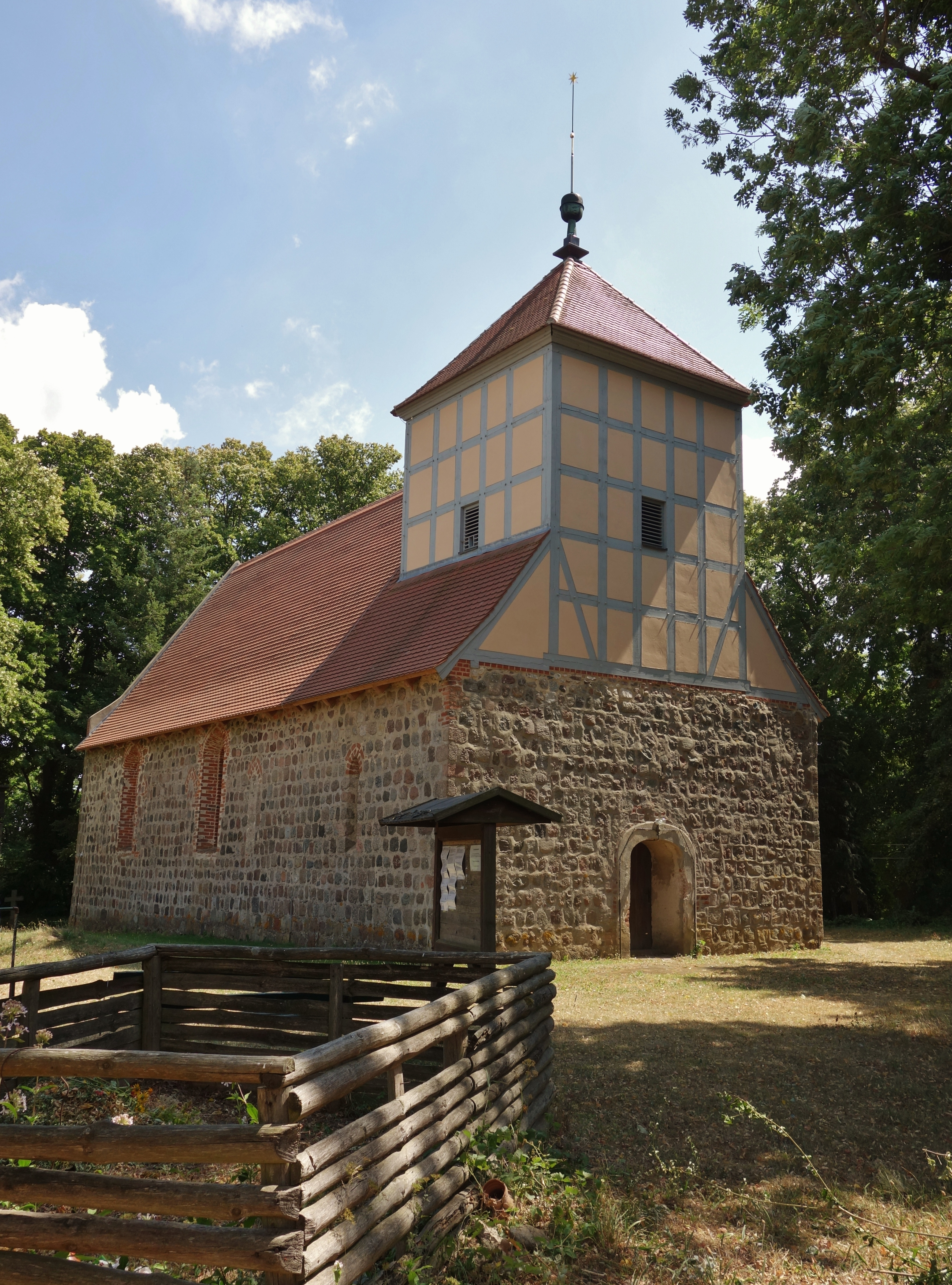
Dorfkirche Berkholz

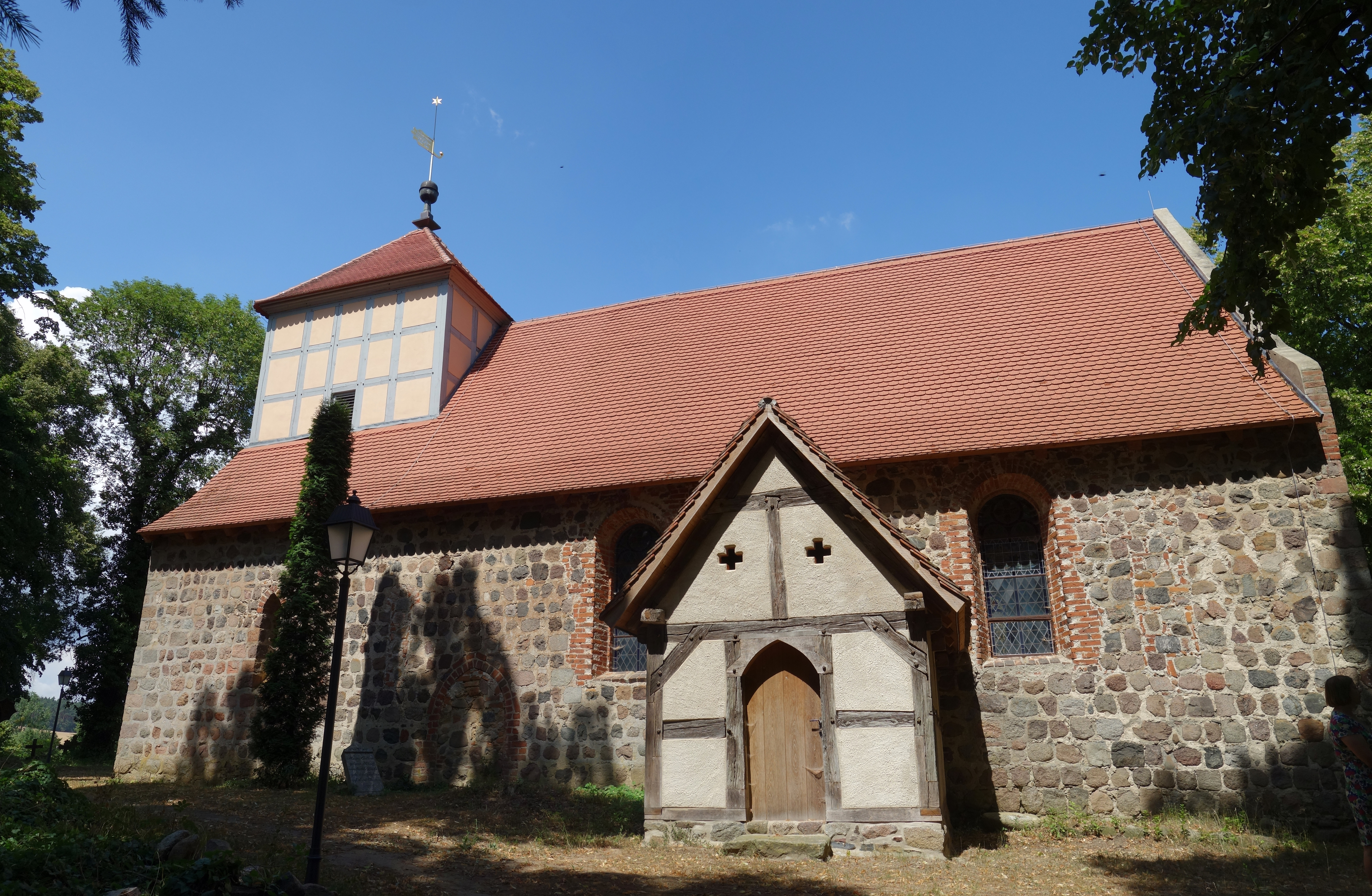
Ansicht von Süden

Die evangelische Dorfkirche Berkholz ist eine frühgotische Saalkirche im Ortsteil Berkholz der Gemeinde Boitzenburger Land im Landkreis Uckermark in Brandenburg. Sie gehört zur Kirchengemeinde Boitzenburger Land im Kirchenkreis Uckermark der Evangelischen Kirche Berlin-Brandenburg-schlesische Oberlausitz.

## Geschichte und Architektur
Das Bauwerk ist ein flachgedeckter rechteckiger Feldsteinsaal mit schiffsbreitem Westturm aus der zweiten Hälfte des 13. Jahrhunderts; der Turmaufsatz und die Südvorhalle aus Fachwerk sowie die Rundbogenfenster stammen von 1713. Die schmalen ursprünglichen Fenster mit Spitzbogenabschluss sind aus Backstein, die Portale im Westen und Süden (letzteres vermauert) sind mit originalem Backsteingewände erhalten. Vermutlich vor der ehemaligen Priesterpforte im Süden wurde eine neuzeitliche Eingangshalle angebaut. In der Ostwand befand sich ehemals eine Dreifenstergruppe, das mittlere Fenster ist vermauert, die seitlichen sind vergrößert. Das Innere ist mit einer Balkendecke gedeckt und mit einer Westempore mit Orgel von 1859 versehen.

## Ausstattung
Der geschwungene hölzerne Altartisch steht auf Greifenklauen wie in der Kirche von Boitzenburg, dahinter steht an der Ostwand die hölzerne Kanzel mit seitlichen Treppenzugängen aus der ersten Hälfte des 18. Jahrhunderts; der Kanzelkorb wird von einem Engel getragen und von einem Schalldeckel mit einer Skulptur des Christuskindes bekrönt. Die Kanzel und Treppenwangen sind mit reichem, blau und golden gefasstem Akanthusornament auf hellem Grund verziert. In den östlichen Fenstern sind fünf farbige Wappenscheiben von 1727 eingesetzt. Ein silbervergoldeter Kelch wurde 1716 geschaffen, ein Teller aus Zinn stammt von 1676, der Kronleuchter aus Messing aus dem 18. Jahrhundert.
Die Orgel ist ein Werk der Firma Lang & Dinse aus dem Jahr 1859 mit fünf Registern auf einem Manual und Pedal.